# 时光网
时光网（英語：Mtime）是一家中國大陆的电影及电视剧在线数据库，包括资讯、预告片、海报、写真和影评，開辦於2004年。网站也提供影讯查询、博客、相册和群组等服务。截止至2008年第二季度，网站每月的独立访问者超过40万人次，成为中国最大的电影娱乐社区。2016年7月27日，万达院线宣布以2.8亿美元收购时光网。

## 版权
Mtime时光网尊重知识产权，目前本身不提供电影在线观看或下载服务，也不允许用户这样做。但其网站上放出未来会与版权拥有者一道为用户提供高质量的、合法的电影收看服务的信息。

## 事件
2010年10月14日时光网的域名被注册商万网暂停解析，次日时光网官方微博表示网站关闭因为系统维护中，2010年11月4日官方微博表示时光网开始逐渐恢复访问，在《致时光网友的一封信》中澄清没有财务或版权的问题以及所谓的低级内容，但没有说明事件的具体原因，只表示有难言之隐，并说道：“以前时光网只是一个网站，现在是你们赋予了它生命。”。

## 外部連結
- 時光網（简体中文）
- 时光网的新浪微博（简体中文）